# Henri Omont
Henri Auguste Omont (* 15. September 1857 in Évreux; † 9. Dezember 1940 in Paris) war ein französischer Bibliothekar, Philologe und Gräzist.

## Leben
Henri Omont studierte an der École nationale des chartes, schloss 1881 als Archiviste paléographe mit der Diplomarbeit De la ponctuation ab. Er arbeitete anfangs an der Bibliothèque nationale de France als Konservator in der Abteilung für Handschriften. Später wurde er Inspecteur général des bibliothèques. Er nahm an der Redaktion des Catalogue général des manuscrits des bibliothèques publiques de France (für Alençon, Avranches und Louviers) teil. Parallel dazu leitete er die Forschungen zu alten Bibliotheken und zur Geschichte des Buchdrucks.
Ormont hielt auch Vorlesungen an der École nationale des chartes und war Mitglied in der Société des antiquaires de France. Schließlich wurde er im Jahr 1900 als Nachfolger von Arthur Giry zum Mitglied der Académie des inscriptions et belles-lettres gewählt. Von 1900 bis 1921 war er Präsident der Société libre d’agriculture, sciences, arts et belles-lettres de l’Eure.
Seine private Bibliothek, die nach seinem Tod bei seiner Witwe verblieben war, wurde 1948 an die Université catholique de Louvain verkauft, um deren im Weltkrieg zerstörten eigenen Sammlungen zu ersetzen.

## Veröffentlichungen
Omonts Werkverzeichnis enthält bis zum Jahr 1933 1108 Einträge, darunter:
- Notes sur les manuscrits grecs du British Museum, In: Bibliothèque de l’École des chartes 45 (1884), S. 314–350.
- L’édition princeps de Denys d’Halicarnasse. In: Zentralblatt für Bibliothekswesen, Jg. 3, 1886, S. 221–222 (online).
- Catalogue des manuscrits grecs des Bibliothèques de Suisse. In: Zentralblatt für Bibliothekswesen, Jg. 3, 1886, S. 385–451 (online)
- Catalogue des manuscrits grecs des bibliothèques publiques des Pay-Bas (Leyde exceptée). In: Zentralblatt für Bibliothekswesen, Jg. 4, 1887, S. 185–213 (online).
- Facsimilés des plus anciens manuscrits grecs de la Bibliothèque nationale du XVe et XVIe siècle, Paris, 1891.
- Facsimilés des plus anciens manuscrits grecs de la Bibliothèque nationale du IXe au XIVe siècele, Paris, 1892.
- Notice sur un très ancien manuscrit grec en onciales des Epîtres de Paul, conservé à la Bibliothèque nationale. Paris, 1889.
- Catalogus codicum hagiographicorum graecorum Bibliothecae nationalis (Paris 1896).
- Inventaire sommaire des manuscrits grecs de la Bibliothèque nationale (Paris 1898).
- Psautier illustré (XIIIe siècle) : reproduction des 107 miniatures du Manuscrit latin (Paris 1906).
- Un nouveau manuscrit illustré de l’Apocalypse au IXe siècle. Notice du ms. latin nouv. acq. 1132 de la Bibliothèque nationale (1922).
- Nouvelles acquisitions du département des manuscrits de la Bibliothèque nationale pendant les années 1924-1928 (1928).